# Temporada 1957-58 de los St. Louis Hawks
La temporada 1957-58 fue la novena de los St. Louis Hawks en la NBA. La temporada regular acabó con 41 victorias y 31 derrotas, ocupando el primer puesto de la División Oeste. Se clasificaron para los playoffs, derrotando en las finales ante Boston Celtics, repitiéndose la final del año anterior. Fue el primer y único título hasta el momento de los Hawks en la NBA.

## Elecciones en elDraft
| Ronda | Puesto | Jugador     | Posición  | Nacionalidad   | Universidad |
| ----- | ------ | ----------- | --------- | -------------- | ----------- |
| 1     | 4      | Win Wilfong | Base      | Estados Unidos | Memphis     |
| 2     | 12     | Jim Palmer  | Ala-Pívot | Estados Unidos | Dayton      |

## Temporada regular
| División Oeste      | División Oeste | División Oeste | División Oeste | División Oeste | División Oeste | División Oeste | División Oeste | División Oeste |
| Equipo              | G              | P              | %              | PD             | Casa           | Fuera          | Neutral        | Div            |
| ------------------- | -------------- | -------------- | -------------- | -------------- | -------------- | -------------- | -------------- | -------------- |
| x-St. Louis Hawks   | 41             | 31             | .569           | -              | 23-8           | 8-19           | 10-4           | 24-12          |
| x-Detroit Pistons   | 33             | 39             | .458           | 8              | 14-14          | 13-17          | 6-8            | 18-18          |
| x-Cincinnati Royals | 33             | 39             | .458           | 8              | 17-12          | 10-19          | 6-8            | 17-19          |
| Minneapolis Lakers  | 19             | 53             | .264           | 22             | 10-15          | 4-21           | 5-17           | 13-23          |

## Playoffs

### Finales de División
St. Louis Hawks - Detroit Pistons
| Fecha       | Partido                                  | Ciudad    |
| ----------- | ---------------------------------------- | --------- |
| 19 de marzo | St. Louis Hawks 114, Detroit Pistons 111 | St. Louis |
| 22 de marzo | Detroit Pistons 96, St. Louis Hawks 99   | Detroit   |
| 23 de marzo | St. Louis Hawks 89, Detroit Pistons 109  | St. Louis |
| 25 de marzo | Detroit Pistons 101, St. Louis Hawks 145 | Detroit   |
| 27 de marzo | St. Louis Hawks 120, Detroit Pistons 96  | St. Louis |
|             | St. Louis gana las series 4-1            |           |

### Finales de la NBA
Boston Celtics - St. Louis Hawks
| Fecha       | Partido                                 | Ciudad    |
| ----------- | --------------------------------------- | --------- |
| 29 de marzo | Boston Celtics 102, St. Louis Hawks 104 | Boston    |
| 30 de marzo | Boston Celtics 136, St. Louis Hawks 112 | Boston    |
| 2 de abril  | St. Louis Hawks 111, Boston Celtics 108 | St. Louis |
| 5 de abril  | St. Louis Hawks 98, Boston Celtics 109  | St. Louis |
| 9 de abril  | Boston Celtics 100, St. Louis Hawks 102 | Boston    |
| 12 de abril | St. Louis Hawks 110, Boston Celtics 109 | St. Louis |
|             | St. Louis gana las finales 4-2          |           |

## Estadísticas
| Rk | Jugador          | Edad | P  | PT | MP   | TC  | TCI  | %TC  | 3P | 3PI | %3P | TL  | TLI  | %TL  | RO | RD | RT   | AS  | RB | TAP | BP | FP  | PTS  |
| 1  | Bob Pettit       | 25   | 70 |    | 36.1 | 8.3 | 20.3 | .410 |    |     |     | 8.0 | 10.6 | .749 |    |    | 17.4 | 2.2 |    |     |    | 3.2 | 24.6 |
| 2  | Cliff Hagan      | 26   | 70 |    | 31.3 | 7.2 | 16.2 | .443 |    |     |     | 5.5 | 7.2  | .768 |    |    | 10.1 | 2.5 |    |     |    | 3.8 | 19.9 |
| 3  | Ed Macauley      | 29   | 72 |    | 26.5 | 5.2 | 12.2 | .428 |    |     |     | 3.7 | 5.1  | .724 |    |    | 6.6  | 2.0 |    |     |    | 2.2 | 14.2 |
| 4  | Slater Martin    | 32   | 60 |    | 35.0 | 4.3 | 12.8 | .336 |    |     |     | 3.4 | 4.6  | .746 |    |    | 3.8  | 3.6 |    |     |    | 3.1 | 12.0 |
| 5  | Chuck Share      | 30   | 72 |    | 25.3 | 3.0 | 7.6  | .396 |    |     |     | 2.6 | 4.1  | .648 |    |    | 10.4 | 1.8 |    |     |    | 3.9 | 8.6  |
| 6  | Jack McMahon     | 29   | 72 |    | 31.1 | 3.0 | 10.0 | .300 |    |     |     | 1.9 | 3.1  | .606 |    |    | 2.7  | 4.6 |    |     |    | 2.6 | 7.9  |
| 7  | Win Wilfong      | 24   | 71 |    | 19.2 | 2.8 | 7.6  | .361 |    |     |     | 2.3 | 3.4  | .685 |    |    | 4.1  | 2.3 |    |     |    | 2.8 | 7.8  |
| 8  | Jack Coleman     | 33   | 72 |    | 20.9 | 3.2 | 7.8  | .413 |    |     |     | 1.2 | 1.8  | .641 |    |    | 6.7  | 1.6 |    |     |    | 2.3 | 7.6  |
| 9  | Med Park         | 24   | 71 |    | 15.5 | 1.9 | 5.1  | .366 |    |     |     | 1.7 | 2.3  | .728 |    |    | 2.6  | 1.1 |    |     |    | 1.5 | 5.4  |
| 10 | Walt Davis       | 27   | 26 |    | 11.0 | 1.6 | 4.4  | .357 |    |     |     | 1.7 | 2.2  | .776 |    |    | 3.3  | 0.4 |    |     |    | 2.4 | 4.9  |
| 11 | Frank Selvy      | 25   | 26 |    | 7.5  | 0.6 | 3.2  | .193 |    |     |     | 1.0 | 1.8  | .563 |    |    | 2.0  | 0.6 |    |     |    | 0.9 | 2.3  |
| 12 | Worthy Patterson | 26   | 4  |    | 3.3  | 0.8 | 2.0  | .375 |    |     |     | 0.3 | 0.5  | .500 |    |    | 0.5  | 0.5 |    |     |    | 0.8 | 1.8  |
| 13 | Red Morrison     | 25   | 13 |    | 6.1  | 0.7 | 2.0  | .346 |    |     |     | 0.2 | 0.3  | .750 |    |    | 2.0  | 0.0 |    |     |    | 0.9 | 1.6  |

## Galardones y récords
| Jugador       | Galardón                    |
| Bob Pettit    | Mejor quinteto de la NBA    |
| Slater Martin | 2º Mejor quinteto de la NBA |
| Cliff Hagan   | 2º Mejor quinteto de la NBA |